# Cantone di Thizy-les-Bourgs
Il cantone di Thizy-les-Bourgs è una divisione amministrativa, situato nel dipartimento del Rodano dell'arrondissement di Villefranche-sur-Saône.
È stato costituito a seguito della riforma approvata con decreto del 27 febbraio 2014, che ha avuto attuazione dopo le elezioni dipartimentali del 2015.

## Composizione
Comprende i seguenti 26 comuni:
- Aigueperse
- Amplepuis
- Azolette
- Chénelette
- Claveisolles
- Cours
- Cublize
- Meaux-la-Montagne
- Monsols
- Ouroux
- Poule-les-Écharmeaux
- Propières
- Ranchal
- Ronno
- Saint-Bonnet-des-Bruyères
- Saint-Bonnet-le-Troncy
- Saint-Christophe
- Saint-Clément-de-Vers
- Saint-Igny-de-Vers
- Saint-Jacques-des-Arrêts
- Saint-Jean-la-Bussière
- Saint-Mamert
- Saint-Nizier-d'Azergues
- Saint-Vincent-de-Reins
- Thizy-les-Bourgs
- Trades